# Hans de Korte (televisieregisseur)
Hans de Korte (Gouda, 29 juni 1958) is een Nederlandse televisieregisseur. De Korte regisseerde onder meer de televisieseries Spijkerhoek, Vrouwenvleugel en Kees & Co. Hij is uitgegroeid tot de drukst bezette regisseur van Endemol.
Zijn eerste grote opdracht was als chauffeurrunner in de detectiveserie Dossier Verhulst. In die tijd werkte hij veel samen met acteurs als Dolf de Vries, Mary Dresselhuys, Vera Lynn, David Bowie en Tina Turner.
Begin jaren 90 van de 20e eeuw concentreerde De Korte zich weer op het regisseren. In 1990 was hij een van de eerste Nederlandse regisseurs die Spijkerhoek mocht regisseren. Eerder werd dit gedaan door Amerikaanse regisseurs als Michael Briant en Andrew Wilson.
In 1993 regisseerde hij afleveringen van de RTL 4-serie Vrouwenvleugel. In 1995 kwam er na drie seizoen een einde aan de serie. Hierna regisseerde hij onder meer de programma's Onderweg naar Morgen, Sam Sam, Goede tijden, slechte tijden en Kees & Co (1997-2006). In 2019 regisseert De Korte de nieuwe serie Kees & Co.